# Martin Fiebich
Martin Fiebich (* 1963) ist ein deutscher Hochschullehrer. Er ist Leiter des Bachelor-Studiengangs Medizinische Physik und Strahlenschutz an der Technischen Hochschule Mittelhessen.

## Leben und Werk
Nach einem Studium an der Westfälischen Wilhelms-Universität Münster, das er im Jahr 1994 mit der Promotion zum Doktor der Naturwissenschaften abschloss, folgten ab 1997 Stationen an der Universität Münster, sowie ein Auslandsaufenthalt an der Universität Chicago. Seit September 2000 ist er an der Technischen Hochschule Mittelhessen für die Fachgebiete Bildgebende Verfahren, Medizinische Physik, Medizinische Informatik, Statistik, sowie Signal- und Bildverarbeitung verantwortlich. Zwischen 2001 und 2007 war er dort Studiengangleiter des Studiengangs Medizintechnik, von 2010 bis 2013 Dekan des Fachbereichs Krankenhaus- und Medizintechnik, Umwelt- und Biotechnologien und seit 2014 ist er Studiengangleiter Medizintechnik. Er ist aktuell stellvertretender Präsident der DGMP (Stand 2024).

## Ausgewählte Publikationen
- S. J. Alsofi, M. Fiebich: Development of a modified list for standardized study descriptions in the implementation of dose management systems in radiology. In: Journal of Duhok University. Band 23, Nr. 1, 2020, S. 51–62; doi:10.26682/sjuod.2020.23.1.6.
- A. M. Koenig, R. Etzel, W. Greger, S. Viniol, M. Fiebich, R. P. Thomas, A. H. Mahnken: Protective Efficacy of Different Ocular Radiation Protection Devices: A Phantom Study. In: Cardiovasc Intervent Radiol. Band 43, Nr. 1, 2020, S. 127–134. doi:10.1007/s00270-019-02319-1
- E. Bohrer, S. Schäfer, U. Mäder, P. B. Noël, G. A. Krombach, M. Fiebich: Optimizing radiation exposure for CT localizer radiographs. In: Zeitschrift für Medizinische Physik. Band 27, Nr. 2, 2017, S. 145–158, doi:10.1016/j.zemedi.2016.09.004.

### Bücher
- M. Fiebich, K. Westermann: Medizinischer Strahlenschutz. TÜV-Media, Köln 2019.
- M. Fiebich, R. Ringler, K. Westermann: Strahlenschutz in Medizin und Technik. TÜV-Media, Köln 2017.
- M. Fiebich, K. Zink (Hrsg.): 46. Jahrestagung der Deutschen Gesellschaft für Medizinische Physik – Tagungsband. 2015, ISBN 978-3-9816508-8-4.